# Arnold Hermann Ludwig Heeren
Arnold Hermann Ludwig Heeren (Bremen, 25 de octubre de 1760 - Gotinga, 6 de marzo de 1842) fue un historiador alemán.
Nació en Arbergen, cerca de Bremen. Estudió filosofía, teología e historia en la Universidad de Göttingen, para posteriormente viajar a Francia, Italia y Holanda. En 1787 fue nombrado profesor de filosofía, y posteriormente de historia, en Göttingen. Posteriormente fue elegido consejero de aulas y otros títulos como recompensa a su exitosa carrera.
Los principales méritos de Heeren como historiador fueron la revisión de la historia del mundo antiguo, que miró desde un punto de vista innovador. En lugar de narrar simplemente los eventos políticos, examinó la economía, constituciones y sistemas financieros de la Antigüedad, intentando arrojar más luz sobre el desarrollo del Viejo Mundo. Poseía una formación variada y amplia, calma e imparcialidad, y una gran perspicacia histórica. Hoy se le considera pionero en la interpretación económica de la Historia.

## Obras
Sus principales obras son:
- Ideen über Politik, den Verkehr, und den Handel der vornehmsten Völker der alten Welt (2 vols., Göttingen, 1793-1796; 4ª ed., 6 vols., 1824-1826; Eng. trans., Oxford, 1833)
- Geschichte des Studiums der klasszschen Litteratur seit dem Wiederaufleben der Wissenschaften (2 vols., Göttingen, 1797-1802)
- Geschichte der Staaten des Altertums (Göttingen, 1799)
- Geschichte des europäischen Staatensystems (Göttingen, 1800)
- Versuch einer Entwickelung der Folgen der Kreuzzüge für Europa (Göttingen, 1808; French trans., París, 1808), un ensayo premiado por el Instituto de Francia.

Además, Heeren escribió pequeñas reseñas biográficas de Johannes von Müller (Leipzig, 1809); Ludwig Timotheus Spittler (Berlín, 1812); y Christian Gottlob Heine (Göttingen, 1813). Con Friedrich August Ukert (1780-1851) fundó la famosa colección histórica Geschichte der europäischen Staaten (Gotha, 1819 seq.) y contribuyó a ella con numerosos trabajos.
Una colección de sus obras históricas, con reseñas autobiográficas, fue publicada en 15 volúmenes (Göttingen, 1821-1830).